# You Owe Me (Nas)
You Owe Me è un singolo del rapper statunitense Nas, pubblicato nel 2000 come secondo estratto dal quarto album in studio Nastradamus.
La canzone è prodotta da Timbaland, andando a tracciare i caratteri più festaioli di Nas. Le tematiche del pezzo trattano infatti di ragazze e gioielli, argomenti lontani dallo stile tipico di Nasir. 
Il singolo ha visto la collaborazione del cantante R&B statunitense Ginuwine, e grazie alle caratteristiche da singolo di successo, raggiunge buone posizioni nelle classifiche statunitensi.